# Batocera laena
Batocera laena là một loài bọ cánh cứng trong họ Cerambycidae.